# المسيح متأمل (لوحة)

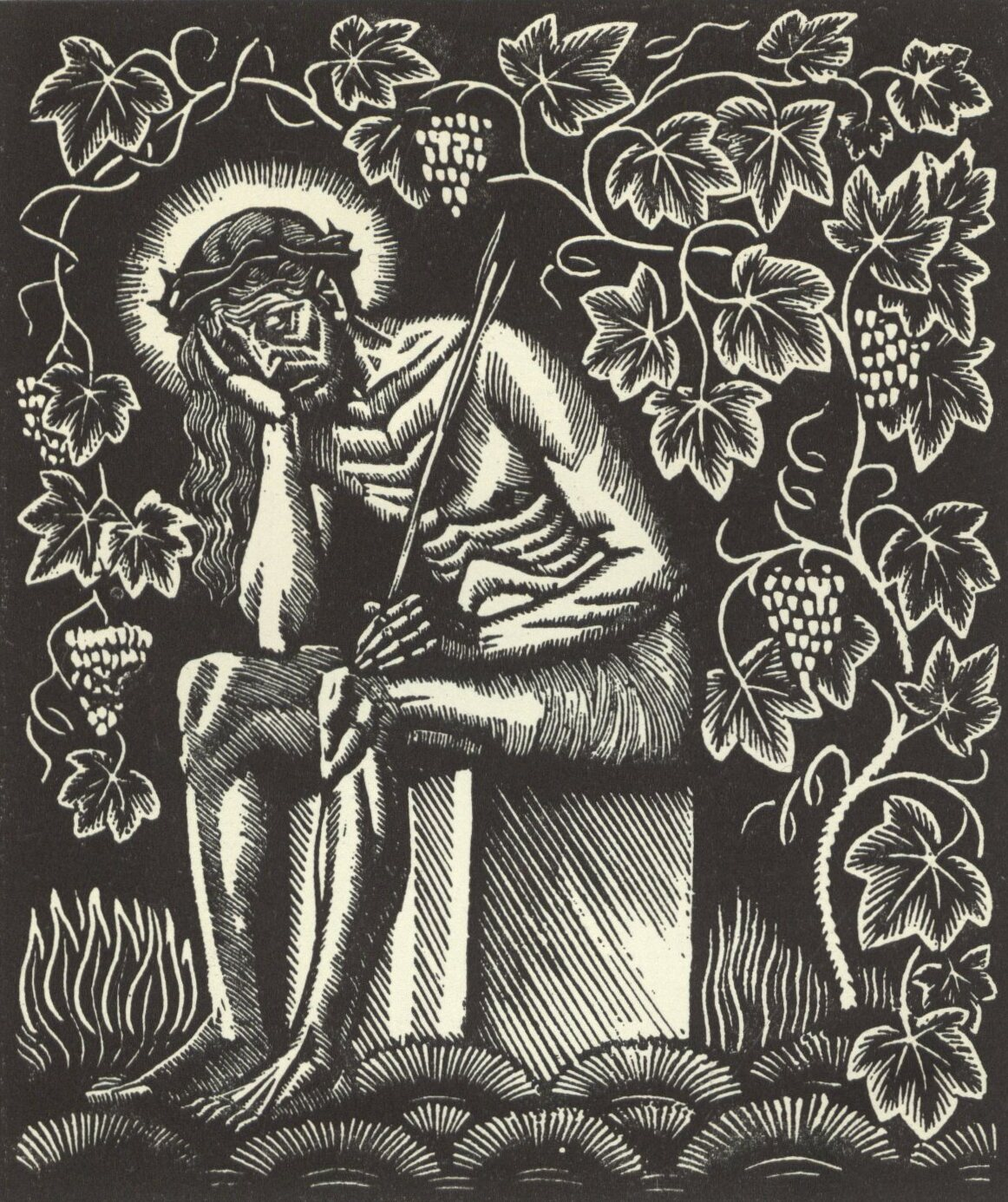
"المسيح المتأمل" (كريستوس فراسوبليوي) بقلم فلاديسلاف سكوزيلاس

المسيح المتأمل ( (بالألمانية: Christus im Elend)‏ - "المسيح في يأس" أو كريستوس إن دير راست ؛ (بالبولندية: Chrystus Frasobliwy)‏ - "المسيح المصاب بالقلق" أو خريستوس فراسوبليفيه؛ (بالليتوانية: Rūpintojėlis)‏ او روبينتويليس ) هو موضوع في الأيقونية المسيحية يصور يسوع بوضعية تفكير و تأمل جالسًا ورأسه متركيًا على يده مع تاج الشوك وآثار جلده . وبالتالي، فهي صورة ليسوع قبل وقت قصير من صلبه المزعوم، على الرغم من كونها موضوعًا تعبديًا أو "andachtsbild" أكثر من كونها تهدف إلى إظهار لحظة فعلية في موضوع سرد آلام المسيح . المسيح المتأمل وضعية أكثر شيوعًا في مجال النحت منه في فن الرسم، حيث يتم تصوير رجل الأحزان المماثل في كثير من الأحيان (في هذا يظهر يسوع مع جروح الصلب).